# Ozirhincus longicollis
Ozirhincus longicollis är en tvåvingeart som beskrevs av Camillo Rondani 1840. Ozirhincus longicollis ingår i släktet Ozirhincus och familjen gallmyggor. Inga underarter finns listade i Catalogue of Life.